# Hippolyte Mège-Mouriès

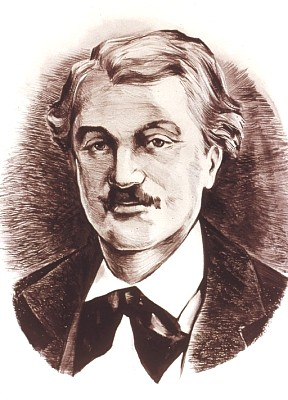
Mège-Mouriès

Hippolyte Mège-Mouriès (* 24. Oktober 1817 in Draguignan; † 31. Mai 1880 in Paris) war ein französischer Chemiker und Erfinder der Margarine. Im Auftrag der französischen Regierung unter Napoleon III. entwickelte er als Ersatz für Butter ein Streichfett, mit dem vor allem das Militär kostengünstig verpflegt werden sollte. 1871 verkaufte Mège-Mouriès seine Erfindung an die niederländische Firma Jurgens, die später in der Unilever aufging.